# Apiomorpha dipsaciformis
Apiomorpha dipsaciformis är en insektsart som först beskrevs av Walter Wilson Froggatt 1895.  Apiomorpha dipsaciformis ingår i släktet Apiomorpha och familjen filtsköldlöss. Inga underarter finns listade i Catalogue of Life.